# بخش گله‌دار
بخش گله‌دار از توابع شهرستان مهر استان فارس به مرکزیت شهر گله‌دار است.

## موقعیت جغرافیایی
این بخش در حدود ۵۰۰ کیلومتری جنوب فارس واقع شده‌است این بخش از طرف مشرق به بخش اسیر از طرف مغرب به مرکز شهرستان مهر و از طرف شمال به علامرودشت و از طرف جنوب به منطقه عسلویه محدود می‌شود.